# Flower and Dean Street
Flower and Dean Street était une rue située au cœur des quartiers pauvres de Spitalfields, dans l'East End londonien.

## Historique
Cette rue était réputée comme l'une des plus mal fréquentées de l'ère victorienne, et a été associée aux meurtres de Jack l'Éventreur en 1888 du fait que deux victimes habitaient dans cette rue, et que plusieurs meurtres ont été commis non loin de cet axe. En 1883, Flower and Dean Street a été décrite comme « peut-être la rue la plus infâme et la plus dangereuse de toute la métropole ».
La rue a été créée dans les années 1650, et a été partiellement reconstruite au XVIIIe siècle. Son nom dérive du nom de deux maçons, John Gower et Gowen Deane, qui ont participé à sa construction. Au XIXe siècle, le quartier autour de cette rue s'est beaucoup dégradé avec la construction de nombreux appartements communautaires (au nombre de 31 en 1871 dans Flower and Dean Street), accueillant une population très pauvre et démunie, augmentant la criminalité et la prostitution.
Le quartier a commencé à être réaménagé en 1881-1883. En 1888, les meurtres d'Elizabeth Stride et de Catherine Eddowes, qui habitaient toutes deux dans Flower and Dean Street, ont incité à des réaménagements supplémentaires. La rue a finalement été entièrement rasée entre 1891 et 1894, lors d'un grand programme de nettoyage. De nos jours, un immeuble est construit à l'ancien emplacement de la rue.